# Československé vojenské letouny po první světové válce

Článek Československé vojenské letouny po první světové válce popisuje situaci, která nastala v novém státě po jeho vzniku v roce 1918.

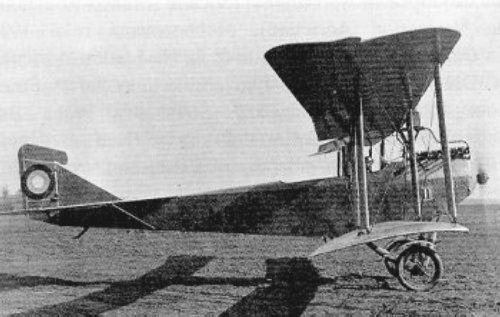
Hansa-Brandenburg B.I, po válce vyráběný jako Aero Ae-01

Když na podzim 1918 vzniklo samostatné Československo, bylo na jeho území jen málo letounů. které byly dědictvím po rakousko-uherské armádě. Personální stav letectva nově vzniklého státu byl také nevalný. Habsburská monarchie rozmisťovala letecké útvary mimo území obývané Čechy a Slováky, kteří byli neochotně přijímáni ke službě v jejím letectvu. Jedinou leteckou jednotkou na českém území byla 16. záložní letecká setnina v Chebu. Chebské letiště bylo během obsazování pohraničí obsazeno a zajištěno nově vzniklými jednotkami rodící se Československé armády 10. listopadu 1918. 

## Typy letounů po rakousko-uherské armádě

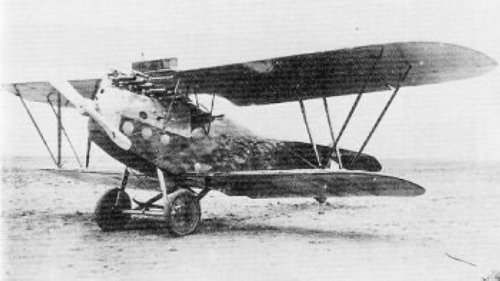
Phönix C.I

Většina letounů zajištěných na československém území byla ve špatném technickém stavu. Byly to následující typy:
- Hansa-Brandenburg B.I
- Hansa-Brandenburg C.I
- Ansaldo SVA 10
- Phönix C.I
- Öffag C.II
- Phönix D.II
- Aviatik C.I
- Aviatik D.I Berg
- Anatra DS Anasal
- DFW B.I
- LVG C.VI
- Fokker B.I

## Francouzské letouny

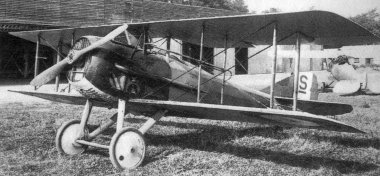
SPAD S.VII

V roce 1919 vstoupila do problematiky výstavby československého letectva francouzská vojenská mise, která se snažila prosazovat  francouzskou leteckou doktrínu. Zároveň dodávkami vojenského materiálu chtěla uvést československé letectvo v přímou závislost na Francii po materiální a technické stránce. V polovině roku 1919 darovala Francie Československé armádě 115 vojenských letounů, z toho:
- 50 stíhaček SPAD S.VII a SPAD S.XIII
- 50 průzkumných letounů Salmson SAL.2 A.2
- 15 bombardérů Voisin X. Bn2

Od Francie zakoupilo Československo dále stroje:
- Farman F.60 Goliath
- Breguet Bre. XIV A.2.

## Německé letouny

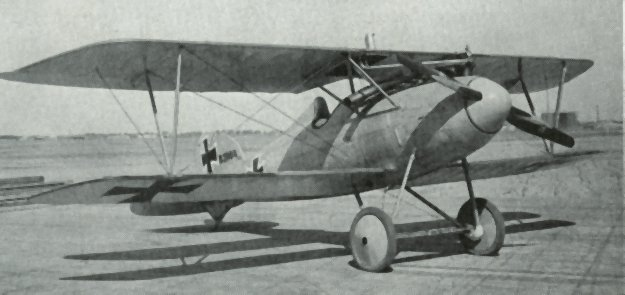
Albatros D.V

MNO plánovalo v roce 1920 nákup 366 francouzských letounů různého typu, což však se ukázalo jako finančně velmi nákladné. Československá strana měla též zájem o výrobu licenčních draků a motorů, ovšem francouzské firmy toto většinou odmítaly. Letouny zděděné po Rakousku-Uhersku nestačily k základnímu vybavení leteckých jednotek a naděje vkládané v likvidaci rakousko-uherského vojenského majetku naprosto zklamaly. Československo využilo příznivé situace po uzavření mírových smluv s Německem a nakoupilo levně německé letouny, které byly určeny k likvidaci:
- Albatros B.II
- Albatros D.III
- Albatros D.V
- Rumpler C.VII Rubild
- LFG Roland D.VIb
- Fokker D.VII
- Gotha G.VII

Dalších 76 letounů typu Hansa Brandenburg a Phönix bylo zakoupeny v Rakousku. Od Německa nakupovalo Československo letecké motory Maybach, BMW a Daimler.

## Československé letouny
Nově vzniklý stát se začal v letecké technice opírat o továrnu Letov, která byla založena roku 1918 a podniky Aero a Avia, které vznikly v roce 1919. Tyto firmy začaly vyrábět letouny jak podle licencí, tak se vydaly vlastní cestou vývoje.